# Hayden Thompson
Hayden Thompson (Booneville, 5 maart 1938) is een Amerikaanse rockabilly- en countryzanger.

## Biografie
Hayden Thompson werd geboren in 1938 in Mississippi. Nadat zijn broer vroegtijdig was overleden, werd Thompson het enige kind van zijn ouders Baxter en Thelma. Op 5-jarige leeftijd kreeg hij zijn eerste gitaar, die hij spoedig kon bespelen. Hij werd door de countrysterren uit de toenmalige tijd beïnvloed, zoals Hank Snow en The Delmore Brothers. Bovendien hoorde Thompson blues van artiesten als Howlin' Wolf en B.B. King. Al op jeugdige leeftijd begon hij op te treden bij de radio en tijdens talentenjachten.
Op 16-jarige leeftijd formeerde Thompson op de middelbare school zijn eerste band Southern Melody Boys. De band bestond uit Cricket Grissom, diens zus Marlin (bas), Clyde Hill (gitaar), Perry King (steelgitaar) en Junior Johnson (viool) en speelde voornamelijk coverversies van recente countryhits. Het plaatselijke label Von Records werd spoedig opmerkzaam op de band en bracht de eerste single uit in 1954. Ondanks dat I Feel The Blues Coming On / Act Like You Love Me goed verkocht, bleef het de enige plaat van de band.
Johnson vertrok bij de Southern Melody Boys en kreeg in 1956 een platencontract van Sam Phillips in Memphis, de eigenaar van Sun Records. Reeds eerder was Thompson vaak in Phillips kleine studio aan de Union Avenue aanwezig en was zelfs zanger van Slim Rhodes band. Sam Phillips verklaarde zich aan het eind van het jaar bereid om Thompson op te nemen als solomuzikant. Samen met Billy Lee Rileys band en de jonge Jerry Lee Lewis nam hij een versie op van Little Junior Parkers Love My Baby en One Broken Heart. Beide nummers werden echter pas bijna een jaar later uitgebracht, toen Phillips zijn nieuwe label Phillips International oprichtte in november 1957. Echter Bill Justis song Raunchy werd een hit en Thompson verdween snel van het toneel. Thompson bleef nog een poos in Memphis en nam verdere nummers op, die echter allen niet werden uitgebracht. Desondanks nam hij deel aan enkele tournees met andere Sun Records-artiesten als Billy Lee Riley en Sonny Burgess.
Thompson verhuisde in 1958 naar Chicago, waar hij verder singles opnam en voor Kapp Records ook een album opnam. Een van zijn grootste fans in deze tijd was de jonge zanger Waylon Jennings. Thompsons platen werden nooit hits, maar bezorgden hem echter wel een gastoptreden in de Grand Ole Opry. Omdat hij echter nu een vrouw en kinderen had, trok hij zich terug uit de muziekbusiness en werkte hij als chauffeur.
Tijdens de jaren 1980 werden zijn songs in het zog van de rockabilly revivals in Europa tot klassiekers onder rockabilly-fans en Thompson startte zijn eerste tournee door het Verenigd Koninkrijk. Sindsdien nam hij een reeks albums op en is hij tot heden een vaste gast op internationale rockabilly-festivals.

## Discografie

### Singles
- 1955:	I Feel The Blues Coming On / Act Like You Love Me (Von)
- 1957:	Love My Baby / One Broken Heart (Phillips Int.)
- 1960:	Dream Love / Tom Thumb (met de Roy Hodges Band) (Beat)
- 1961:	Whatcha Gonna Do / Summer's Almost Over (Profile)
- 1963:	Queen Bee / Pardon Me (Arlen)
- 1966:	16.88 / Here We Go Again (Kapp Records)
- 1966:	And She Said / Eighteen Yellow Roses (Kapp Records)
- 1967:	A Present for Mommy / You Don't Have To Be a Baby to Cry (Kapp Records)
- 1967:	If It's Alright / Girl from Arkansas (Brave)
- 1970:	Don't Let It Trouble Your Mind / I Need All The Help I Can Get (Nashville North)
- 1971:	Long Black Train / Long Black Train (Nashville North)
- 1973:	I'm Left, You're Right, She's Gone / Blue Moon of Kentucky (Extremely Brave)
- 1973:	I'm Left, You're Right, She's Gone / Blue Moon of Kentucky (Nashville North)
- 1975:	I'll Kiss You Again / Tell Me That's The Way It Will Be (HT)
- 1976:	Fairlane Rock / Blues, Blues, Blues (Sun) (Frankrijk)
- 198?:	EP: Here's Hayden Thompson (Kansas City, That's Right, Mystery Train, I'm Left, You're Right, She's Gone) (Spade)
- 1984:	Shake, Rattle & Roll (Shake, Rattle and Roll, Be-Bop-a-Lula, Good Rockin' Tonight, My Baby Left Me) (Sunrock, Zweden)
- 1987	What'm I Gonna Do / The Boy From Tupelo (Sunjay)
- 1990	Wrong Road Again / Pretty Little Love Love Song / Fried Chicken (Sunjay)
- 2017	Trouble On The Line (Blue Light)

Niet uitgebrachte nummers
- 1956: Love My Baby (alt. versie, Sun Records)
- 1956: One Broken Heart (alt. versie, Sun Records)
- 1957: Blues, Blues, Blues (versie 1, Sun Records)
- 1957: Blues, Blues, Blues (versie 2, Sun Records)
- 1957: Fairlane Rock (Sun Records)
- 1957: Mama, Mama, Mama (Sun Records)
- 1957: Rockabilly Gal (Sun Records)
- 1957: You're My Sunshine (Sun Records)
- 1958: Brown Eyed Handsome Man
- 1958: Call Me Shorty
- 1958: Frankie & Johnny
- 1958: Goin' Steady
- 1958: I'll Hold You In My Heart
- 1959: Kansas City Blues
- 1959: Congratulations To You, Joe (Sun Records)
- 1959: Don't You Worry (Sun Records)
- 1960: The Keys To My Kingdom
- 1960: Pretending
- 1960: Your True Love
- 1961: It Won't Be Long Until Summer
- 1961: Old Kris Kingle
- 1961: Pardon Me (alt. versie)
- 1963: Guess I'd Better Be Moving Along
- 1963: I Wanna Get Home
- 1963: This Is Country
- ????: I Need a Break
- ????: $ 16.88
- ????: The Four Seasons of My Life
- ????: Lonesome For My Baby
- ????: This Old Windy City
- ????: Blue Blue Day
- ????: How I Wish
- ????: It Won't Be Long Until September
- ????: Kansas City
- ????: Mighty Big Wall
- ????: These Boots are Made For Walkin'
- ????: Why
- ????: You're Not Wearing My Ring

### Albums
- 1966: Here’s Hayden Thompson (Kapp Records)
- 1985: Booneville Mississippi Flash (Charly)
- 1985: The Rockin' Country Man (Sunjay, Zweden)
- 198?: Rockabilly Guy 1954-1962 (Charly)
- 1990: The Time Is Now (Sunjay)
- 1999: Love My Baby (Geede)
- 2005: Rockabilly Rhythm (St. George, met de Rhythm Rockers)
- 2007: Hayden Thompson (Blue Light, Finland)
- 2008: Rock-a-Billy Gal: The Sun Years, Plus (Bear Family Records)
- 2010: Standing Tall (Blue Light)
- 2017: Learning The Game (Blue Light)

- Bibliothèque nationale de France: cb13999182m (data)
- Gemeinsame Normdatei: 13460296X
- International Standard Name Identifier: 0000 0000 5517 2062
- Library of Congress Control Number: no98005802
- MusicBrainz: a06b96ee-cdc2-4045-a949-7ced6769233f
- Virtual International Authority File: 34653884
- WorldCat: E39PBJyMfqBXyPrDctXYdTVpyd